# 小行星4742
小行星4742（4742 Caliumi）是一颗绕太阳运转的小行星，为主小行星带小行星。该小行星于1986年11月26日发现。

## 轨道参数
小行星4742的轨道半长轴为2.4104522 UA，离心率为0.267。